# Jordi Camí i Morell
Jordi Camí i Morell   (Terrassa, 9 d'octubre de 1952) és doctor en medicina, especialista en farmacologia clínica, catedràtic emèrit de la Universitat Pompeu Fabra de Barcelona, director general del Parc de Recerca Biomèdica de Barcelona (PRBB) i vicepresident de la Fundació Pasqual Maragall.
Ha estat l'impulsor i primer director de la Fundació Pasqual Maragall per a la recerca en Alzheimer entre 2008 i 2020. La seva activitat científica s'ha centrat en el camp de les neurociències (dependència de drogues, cognició), havent explorat altres camps com la Bibliometria, l'Avaluació i la Política Científica. La seva activitat acadèmica s'ha desenvolupat entre la Universitat Autònoma de Barcelona (UAB) i la Universitat Pompeu Fabra (UPF), havent ocupat els càrrecs de delegat del rector, degà i director de departament. A la UPF impulsà els estudis de Biologia i la creació i el desenvolupament del Departament de Ciències Experimentals i de la Salut. Fou el director de l'IMIM (Institut Hospital del Mar d'Investigacions Mèdiques) entre 1985 i 2005. Així mateix, ha participat en la gestació de nous centres de recerca (CRG, CMRB) i, en particular, del PRBB, que fundà i dirigeix des del 2005. Va fundar la revista desapareguda Quark (1995-2007).
El 2017 va ser elegit membre numerari a la secció Ciències biològiques de l'Institut d'Estudis Catalans. Entre els diversos guardons obtinguts en destaca la menció honorífica del Premi de Recerca Reina Sofia el 1990 i la concessió de la Creu de Sant Jordi de la Generalitat de Catalunya per la seva rellevant tasca científica i social, i per les seves contribucions en la millora de la qualitat de vida, l'any 2024. Entre altres institucions, entre 2005 i 2012 fou Vocal del Consejo Asesor de Sanidad del Ministeri de Sanitat d'Espanya i membre de la seva Comissió Executiva, i entre 2007 i 2012 fou vocal del Comité de Bioética de España. També ha estat el primer president del CIR-CAT (Comitè per a la Integritat de la Recerca de Catalunya). Arxivat 2020-04-06 a Wayback Machine.

## Premis i reconeixements
2024 - Creu de Sant Jordi.